# Maria Anna de Mailly
Maria Anna de Mailly-Nesle, księżna Châteauroux (ur. 5 października 1717 w Paryżu, zm. 8 grudnia 1744 tamże) – francuska szlachcianka, najmłodsza z pięciu słynnych sióstr Mailly-Nesle i kochanka króla Francji i Nawarry Ludwika XV.

## Życiorys
Maria Anna urodziła się jako najmłodsza córka Ludwika III de Mailly, księcia d’Orange oraz markiza de Nesle i de Mailly (1689-1767) oraz jego żony Armandy Felicji de La Porte Mazarin (1691-1729). Jej rodzice zostali sobie poślubieni w 1709 roku. Jej matka była córką Pawła Juliusza de La Porte, księcia Mazarin i de La Meilleraye (1666-1731), syna słynnej awanturnicy Hortensji Mancini, siostrzenicy kardynała i Pierwszego Ministra Francji Juliusza Mazarina. Maria Anna miała cztery starsze siostry:
- Luiza Julia de Mailly, hrabina Mailly (1710-1751)
- Paulina Felicyta de Mailly, markiza Vintimille (1712-1741)
- Diana Adelajda de Mailly, księżna Lauraguais (1714-1769)
- Hortensja Felicyta de Mailly, markiza Flavacourt (1715-1799)

Jedyną spośród sióstr de Mailly-Nesle, która nie została kochanką Ludwika XV była markiza de Flavacourt. Ludwika Julia była pierwszą z sióstr, która wylądowała w łóżku króla, będąc przy tym pierwszą jego kochanką, ale to właśnie Maria Anna odniosła największy sukces w manipulowaniu monarchą, przez co zdobyła potężny wpływ.
Maria Anna miała również młodszą siostrę przyrodnią, Henriettę Bourbon (1725-1780), Mademoiselle de Verneuil pochodzącą ze związku jej matki z Ludwikiem Henrykiem, księciem Condé i Pierwszym Ministrem Francji w latach 1723–1726.
W latach swojej młodości Maria Anna była znana jako Mademoiselle de Monchy. 19 czerwca 1734 roku wyszła za mąż za Jana Baptystę Ludwika de La Tournelle, markiza de La Tournelle (1708-1740).
W 1726 roku najstarsza siostra Marii Anny Ludwika Julia wyszła za mąż za ich kuzyna, Ludwika Aleksandra de Mailly, hrabiego Mailly i wkrótce potem młody król Ludwik XV zaczął darzyć ją uczuciem. Za zgodą chciwego bogactw męża i krewnych Ludwika Julia została królewską kochanką w 1732 roku, otrzymując oficjalny tytuł maîtresse en titre dopiero w 1738 roku. Hrabina Mailly nie używała swojej pozycji na dworze do wyniesienia swojej rodziny, ani też nie mieszała się do spraw państwa.
W 1738 roku Ludwika Julia otrzymała list od swojej młodszej siostry Pauliny Felicyty, która zwróciła się do niej z prośbą o zaproszenie na królewski dwór. Kochanka monarchy spełniła życzenie ubogiej krewnej, ale wkrótce po przybyciu do Wersalu Paulina Felicyta uwiodła króla i została jego kochanką.
Kiedy Ludwika Julia wciąż pozostawała królewską kochanką, zakochany w Paulinie Felicycie król zaaranżował jej małżeństwo z markizem de Vintimille, a nawet podarował nowej kochance zamek w Choisy-le-Roi i wyznaczył dla niej roczną rentę. Markiza Vintimille szybko zaszła w ciążę z monarchą i zmarła wydając na świat syna w 1741 roku. W następstwie tego najlepszy przyjaciel Ludwika XV książę Richelieu manipulując królem rozpoczął starania mające na celu znalezienie mu kolejnej kochanki, dzięki której mógłby zwiększyć swój wpływ na politykę i rządy krajem, jako że Ludwika Julia nie wydawała mu się odpowiednią do tego kobietą. Właśnie wtedy zwrócił uwagę na młodszą siostrę hrabiny Mailly i markizy Vintimille, Marię Annę, wdowę po markizie de La Tournelle.
Podczas balu maskowego w Tłusty Czwartek w 1742 roku, książę Richelieu przedstawił monarsze Marie Annę. Piękna markiza początkowo odrzuciła awanse króla – miała już kochanka – był nim młody i niezwykle przystojny książę d’Agénois, którego nie chciała porzucić nawet na rzecz króla. W rezultacie Ludwik XV i Richelieu (będący stryjem księcia d’Agénois’s) rozpoczęli rozmowy z markizą, a zakochany książę jak w biblijnej opowieści o królu Dawidzie i Batszebie został szybko wysłany na wojenny front, gdzie jednak w przeciwieństwie do Uriasza Hetyty, książę d’Agénois nie zginął, lecz został ranny i wrócił na dwór w pełni chwały w kilka tygodni później.
Ludwik XV był przerażony takim obrotem sprawy, ale książę Richelieu natychmiast wysłał bratanka do rodowych majątków w Langwedocji, gdzie nakazał mu pozostać do odwołania wraz z niezwykle urodziwą młodą szlachcianką, której polecił uwiedzenie kłopotliwego krewnego. Płomienne listy jakie młody książę wysyłał do swojej kochanki Richelieu przekazał Marii Annie, która wściekła i pokonana zgodziła się na romans z królem.
Ale markiza de La Tournelle, powszechnie uważana za najpiękniejszą i najbardziej atrakcyjną ze swoich sióstr, a także jak się wkrótce okazało, najbardziej bezwzględną. Zażądała usunięcia z dworu swej starszej siostry hrabiny Maille i przyznania jej samej tytułu oficjalnej królewskiej metresy, książęcego tytułu i dożywotniej renty w znacznej wysokości.
W celu usunięcia najstarszej siostry z dworu Maria Anna postanowiła skłonić ją do oddania pozycji damy dworu królowej ich siostrze markizie Flavacourt. 13 września 1742 roku księżna de Villars, która wcześniej była damą pałacową, została wyniesiona do godności damy towarzyszącej, co spowodowało wakat w hierarchii dworu królowej, a poza tym kilka miesięcy wcześniej zmarła Franciszka de Mailly, księżna de Mazarin, bliska przyjaciółka królowej, która przekazała to stanowisko swojej ulubionej przyrodniej wnuczce, Annie Marii, która zajmując stanowisko wyższe od Ludwiki Julii kilkakrotnie ją obraziła, przez co była królewska kochanka przekazała swoją pozycję markizie Flavacourt. Król przekonany przez kochankę namówił swojego Pierwszego Ministra kardynała Fleury, który 20 września tego roku nakazał Ludwice Julii opuścić dwór. Kobieta opierała się przez jakiś czas, usiłując dzięki wsparciu przyjaznej w stosunku do niej królowej przekonać króla do zmiany zdania. Zaszczuta, wyśmiewana i obrażana przez przychylnych jej siostrze arystokratów, Ludwika Julia wyjechała z Wersalu i zaczęła prowadzić pobożne, wypełnione uczynkami miłosierdzia życie, opiekując się synem swojej zmarłej siostry Pauliny Felicyty i króla.
Daleka od spoczęcia na laurach po oddaleniu siostry i uznaniu za oficjalną królewską kochankę, Maria Anna ponowiła żądanie przyznania jej książęcego tytułu, z którym wiązały się ogromne dochody, nadania ziemskie i wysoka pozycja na dworze. Król spełnił kolejne życzenie metresy i wyniósł ją do godności damy pałacowej, a w 1743 roku wydał list patentowy nadający jej tytuł księżnej Châteauroux, a roczny przychód z jej ziem wynosił osiemdziesiąt tysięcy liwrów.
Na dworze utrzymywano, że ten gest królewskiej łaski dla kochanki był spowodowany okazjonalnymi spotkaniami Ludwika XV z siostrą Marii Anny, Dianą Adelajdą, księżną Lauraguais. Księżna Lauraguais rzeczywiście na krótko stała się kochanką monarchy, ale nie miała żadnego wpływu na politykę Francji. Co ciekawe, Diana Adelajda nigdy nie była uważana przez siostrę za rywalkę.
Kierowana przez księcia Richelieu, który sam był zdominowany przez swoją kochankę panią de Tencin, księżna Châteauroux próbowała pobudzić króla do kierowania działaniami wojennymi wysyłając biernego monarchę na pola bitwy i przekonując go do zawarcia pokoju z królem Prus Fryderykiem II w 1744 roku. Wpływ na politykę i jej rola w tej dziedzinie były wielkie, zwłaszcza że działała zza pleców króla, doradzając mu i kierując nim.
Odzyskanie łaski i miłości króla po odsunięciu spowodowanym poważną chorobą Ludwika XV w Metzu, a także radość księżnej Châteauroux nie trwały długo. Zmarła 8 grudnia 1744 roku w następstwie ogromnego wyczerpania fizycznego i psychicznego jakiego doznała podczas choroby władcy. Po jej śmierci król przez jakiś czas utrzymywał stosunki z księżną Lauraguais, ale w kilka miesięcy później miejsce Marii Anny zajęła nowa kochanka władcy, markiza de Pompadour.